# スーパー○×ゲーム

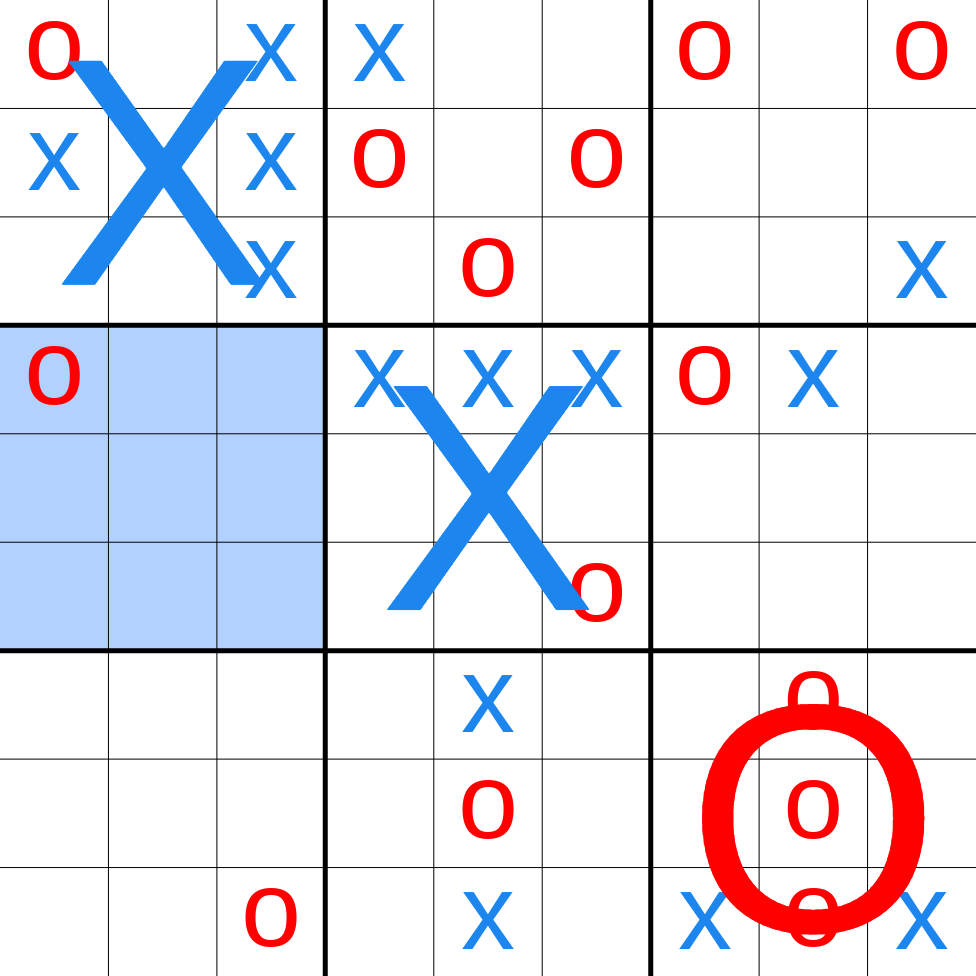
未完成のスーパー○×ゲームのボード（大きい×と○はプレイヤーがとったローカル・ボードを表す）。最新の動きは上中のローカル・ボードの左中の格子に打たれた○で、×は次に左中のローカル・ボードに打たなければならない。

スーパー○×ゲーム（すーぱーまるばつげーむ、英: Ultimate tic-tac-toe）とは、3×3の格子の中に配置された9つの○×ゲームで構成されるゲームである。このゲームの戦略は概念的に非常に難解で、コンピュータにとって困難であることが知られている。

## ルール
小さい3×3の○×ゲームの格子は「ローカル・ボード」、大きい3×3の格子が「グローバル・ボード」と呼ばれる。

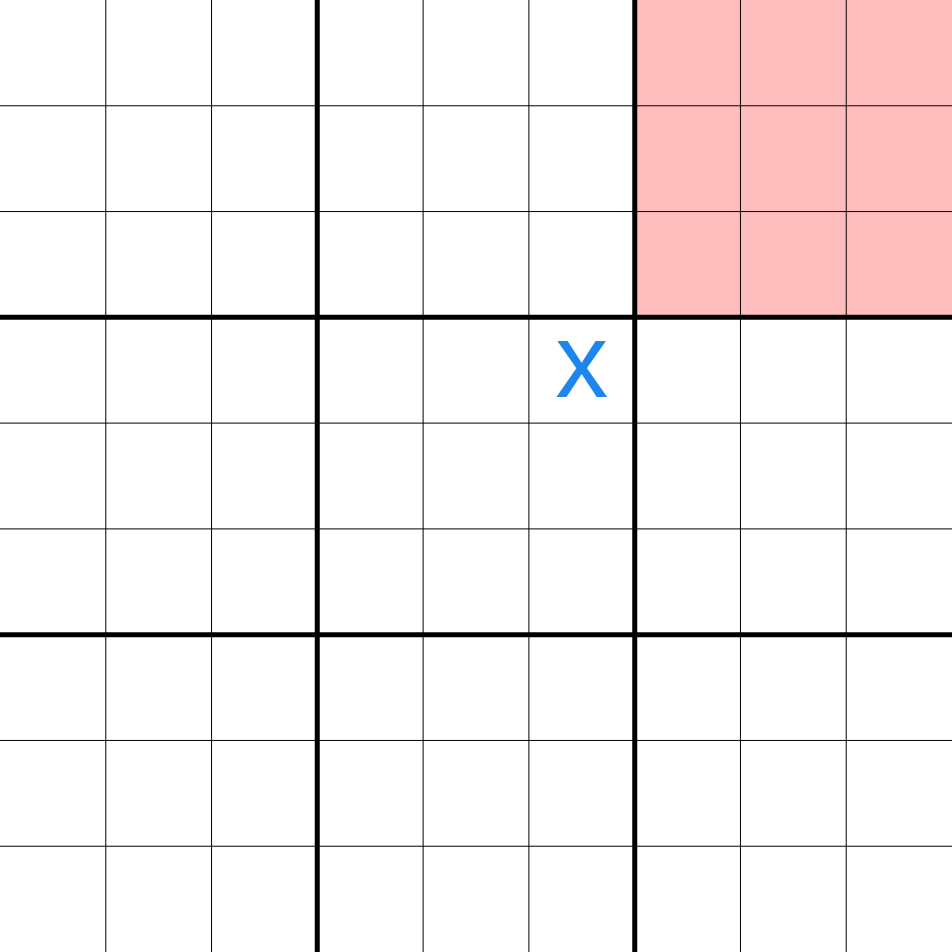
×がローカル・ボードの右上の角に打ったため、○は次の番で右上のローカル・ボードに打たなければならない。

ゲームは、先手が81個の空白の格子のうちのいずれか1つに×を打つことによって始まる。これにより相手はそれと相対的な位置に「送られる」。例えば、×がローカル・ボードの右上に打ったら、○は次に右上のローカル・ボードに打たなければならない。○はそのローカル・ボードの中の空いている9つのマスのいずれかに打て、×は違うローカル・ボードに送られる。
もしあるローカル・ボードが普通の○×ゲームのルールで取られたら、そのプレイヤーはそのローカルボードを取る。
ローカル・ボードの結果が決まった後（勝ちか負け）、そのローカル・ボードに送られたときは、そのプレイヤーは他のボードに打つことができる。
どちらかのプレイヤーがグローバル・ボードを取るか、これ以上打てなくなった時にゲームが終了する。